# Colíder
Colíder es un municipio brasilero del estado de Mato Grosso. Se localiza a una latitud 10º49'04" sur y a una longitud 55º27'03" oeste, estando a una altitud de 265 metros. Su población estimada en 2004 era de 27.139 habitantes.

## Datos generales
- Dependencia genealógica - El municipio de Cuiabá dio origen al municipio de Chapada dos Guimarães, del cual se originó el municipio de Colíder.
- Población - 26.938 habitantes (IBGE/05).
- Electores - 19.883 (TRE/04)
- Distritos - Sede.
- Límites - Carlinda, Itaúba, Nova Canaã do Norte, Nova Guarita y Terra Nova do Norte.
- Comarca - Colíder
- Altitud - 265 m.
- Relieve - Meseta Residual Norte de Mato Grosso, Sierra del Cachimbo.
- Distancia de la Capital - 6l7,l0 km
- Coordenadas - l0º 42’ 27” latitud sur, 55º 27’ 27” longitud oeste Gr.
- Extensión Territorial - 3.038 km²

## Geografía
- - Formación Geológica

Coberturas no plegadas del Fanerozoico - Formación Prainha. Coberturas plegadas del Proterozoico con granitóides asociados, Formación Iriri. Complejos metamórficos arqueanos pre-cámbricos indiferenciados. Franja móvil entre Río Negro y Juruena. 
- - Cuenca Hidrográfica

Gran Cuenca del Amazonas. Para formar esta cuenca contribuye la Cuenca del Teles Pires, que recibe por la derecha el Río Peixoto de Azevedo. 
- - Clima

Ecuatorial caliente y húmedo, con 3 meses de sequía, de junio a agosto. Precipitación anual de 2.500mm, con intensidad máxima en enero, febrero y marzo. Temperatura media anual de 24 °C.

## Economía
La ganadería intensiva es la principal fuente de recursos económicos del municipio, produciéndose, en los minifúndios esparcidos a lo largo del municipio. El comercio tiene una parte significativa en la obtención de dinero. La extracción mineral forma parte de la economía municipal también. 

## Administración actual
- Prefecto Municipal - Celso Paulo Banazeski -2005/2008 - 2009/2012
- 1ª Dama - Rosangela Block Banazeski
- Viceprefecto - Edson Salgueiro (Polaco Lechero)